# Laurierville
Pour les articles homonymes, voir Laurier.
Laurierville est une municipalité du Québec (Canada) située dans la municipalité régionale de comté de L'Érable, dans la région administrative du Centre-du-Québec.

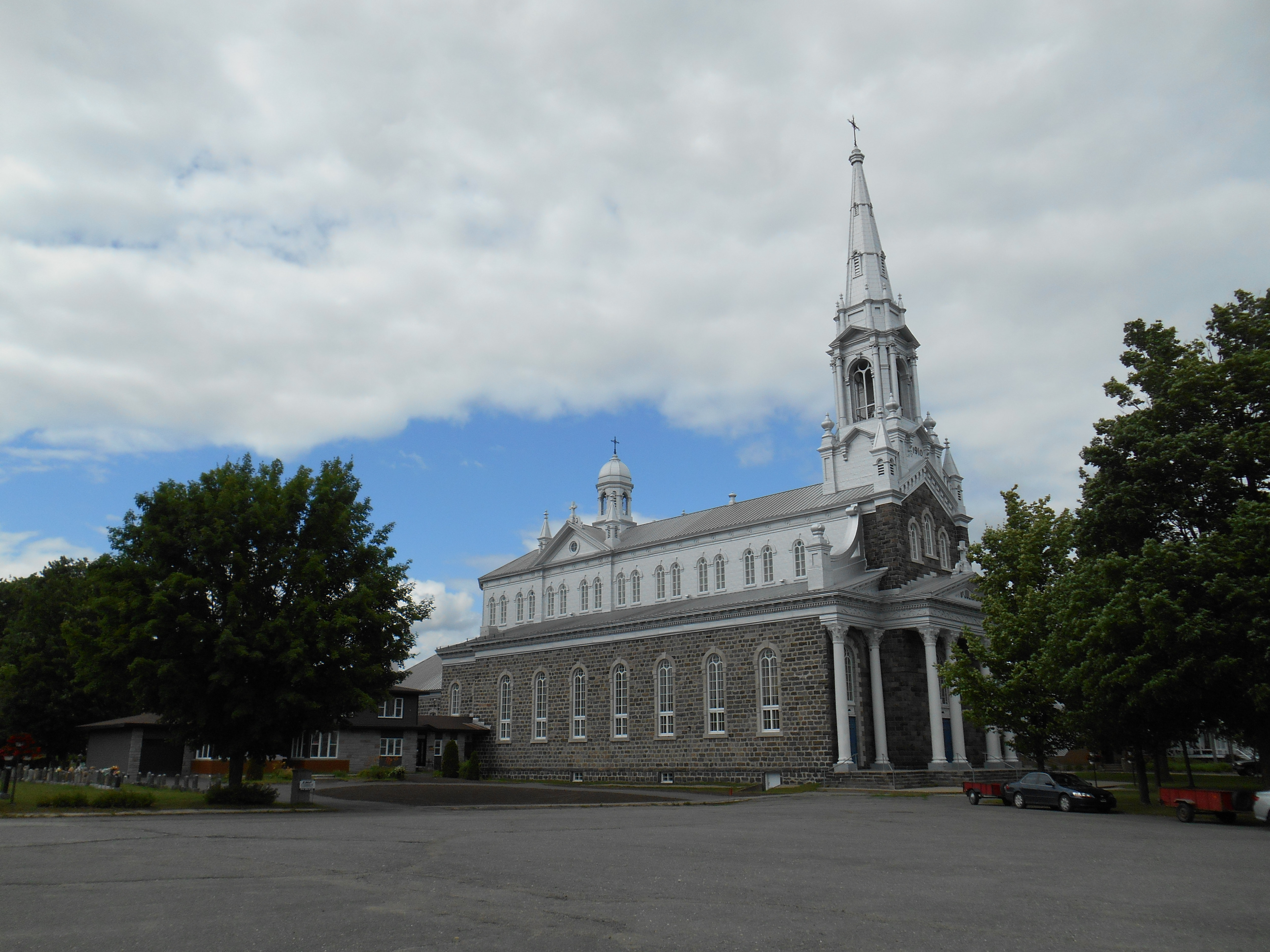
Église Sainte-Julie de Laurierville en 2014.

## Histoire
Au début du XIXe siècle, l'endroit est encore entièrement vierge. Le 21 avril 1804, le canton de Somerset est proclamé sur un territoire libre au sud de la rivière Bécancour. Le premier colon à s'établir dans les environs est Laurent Poliquin, lequel défriche une parcelle de terre de 4 acres située aujourd'hui sur le 9e rang. D'autres arrivent au début des années 1840. Ils nomment l'endroit Rivière-Noire, en raison du ruisseau qui traverse leurs terres. En 1845, la mission de la Sainte-Julie-de-Somerset est fondée. Une première chapelle est construite en 1852, puis un premier curé, Édouard Dufour, s'y établit en 1854.
Le 1er janvier 1858, le township de Somerset-Nord est civilement fondé. La même année, le 17 novembre, la paroisse de Sainte-Julie-de-Somerset est érigée canoniquement. Un bureau de poste est ouvert en 1860. En 1871, le township devient la municipalité de canton de Somerset-Nord. Le noyau paroissial se densifie progressivement jusqu'à constituer un village. Le 19 décembre 1902, le village devient une entité juridique indépendante. Il est nommé Laurierville en l'honneur de Wilfrid Laurier, alors premier ministre du Canada en fonction. Le nom s'inscrit dans la génération toponymique à suffixe en -ville donné à plusieurs municipalités du Centre-du-Québec durant ces années. L'église est construite entre 1909 et 1911 selon les plans de l'architecte Joseph-Pierre Ouellet.
Somerset-Nord, renommé Sainte-Julie en 1950, se fusionne à Laurierville le 26 novembre 1997. La municipalité fête ses 150 ans en 2004.

## Géographie
Laurierville est située à la frontière des basses-terres du Saint-Laurent avec les monts Notre-Dame. Elle se trouve à environ 70 kilomètres de la ville de Québec et à une trentaine de kilomètres de Victoriaville. La municipalité est traversée par la route 116. Également, le territoire est traversé par la route 267 au sud et la route 218 au nord. En dehors du milieu urbanisé, le territoire est surtout utilisé pour l'agriculture, l'acériculture ou la récolte forestière.

### Hydrographie
La rivière Bécancour traverse nord de la municipalité en coulant vers l'ouest.
À partir de son crénon, dans l'est, la rivière Barbue, un affluent de la rivière Bécancour, coule vers le nord-est. 
La rivière Noire traverse la municipalité de l'est vers l'ouest en passant au sud de l'agglomération.
La rivière Blanche traverse la pointe sud de la municipalité vers l'ouest.
À partir de son crénon, dans le sud, la rivière McKenzie y coule vers le sud vers le sud-est.

## Démographie
| 1911 | 1921 | 1931 | 1941 | 1951 |
| ---- | ---- | ---- | ---- | ---- |
| 399  | 365  | 398  | 383  | 640  |

| 1956 | 1961 | 1966 | 1971 | 1976 |
| ---- | ---- | ---- | ---- | ---- |
| 767  | 872  | 933  | 922  | 867  |

| 1981 | 1986 | 1991 | 1996 | 2001  |
| ---- | ---- | ---- | ---- | ----- |
| 939  | 954  | 885  | 915  | 1 528 |

| 2006  | 2011  | 2016  | 2021  | - |
| ----- | ----- | ----- | ----- | - |
| 1 404 | 1 454 | 1 346 | 1 313 | - |

## Administration
Les élections municipales se font en bloc pour le maire et les six conseillers.
| Laurierville Maires depuis 2001                                                                                      |                |         |          |
| Élection | Maire          | Qualité | Résultat |
| 2001 | Michel Comtois |         | Voir     |
| 2005 | Martin Gingras |         | Voir     |
| 2009 | Marc Simoneau  |         | Voir     |
| 2013 | Marc Simoneau  | Voir    |          |
| 2017 | Marc Simoneau  | Voir    |          |
| 2021 | Marc Simoneau  | Voir    |          |
| Élection partielle en italique Depuis 2005, les élections sont simultanées dans toutes les municipalités québécoises |                |         |          |

## Économie
Plusieurs entreprises sont établies à Laurierville. Parmi les activités économiques, on retrouve la fonderie, le textile et la cordonnerie. L'agriculture et la foresterie présentent le facteur économique principal de ce village. La Fédération des producteurs acéricoles du Québec y possède également une usine-entrepôt où sont conservées les réserves québécoises de sirop d'érable.

## Attraits

### Bâtiments
- École primaire Sainte-Julie
- Bibliothèque municipale
- Pavillon récréatif de Laurierville
- La Fédération des producteurs acéricoles du Québec

### Événements
- Festival country de Laurierville
- Tire de tracteurs
- Fête de la St-Jean Baptiste fêté le 23 juin.

## Personnalités
Sont nés à Laurierville : 
- Bruno Cormier, psychanalyste, psychiatre, membre fondateur de l’institut Philippe-Pinel, signataire du manifeste Refus global.
- Joseph Demers, député de Mégantic.
- Jean-Paul Labrie, évêque auxiliaire de Québec de 1977 à 1995.
- Fernand Labrie, professeur et chercheur.
- Arthur Maheux, prêtre et historien.
- Eugène Roberge, député de Mégantic.
- Eugène Roberge, homme d'affaires et membre du Conseil législatif du Québec.
- Fernand Roberge, homme d'affaires et membre du Sénat du Canada.